# Eduard Sanjuán
Eduard Sanjuán (Sant Cugat del Vallès, 1956) és un periodista català especialitzat en assumptes internacionals. Es llicencià en Ciències de la Informació i, entre 1976 i 1983, a més a més de col·laborar en diverses publicacions, va formar part de l'equip de redacció del Mundo Diario i posteriorment de l'equip del Diario de Barcelona. Ingressà als Serveis Informatius de Televisió de Catalunya el 1983 i, des d'allà, ha cobert els esdeveniments informatius més importants de finals de segle i les crisis posteriors a l'11 de setembre: les guerres de l'Amèrica Central, l'atac a Líbia, la retirada soviètica de l'Afganistan, la caiguda del mur de Berlín, la Guerra del Golf, la fi de l'era Marcos a les Filipines, el final de l'apartheid a Sud-àfrica, la Guerra dels Balcans, el fenomen Zapatista a Mèxic, la caiguda dels talibans a l'Afganistan, entre molts altres successos.
És autor del llibre Detrás de la cámara (2002), en què reflexiona sobre l'experiència vital i professional que suposa ser enviat especial. També és coautor dels llibres Las huelgas contra Franco. 1939-1957 (1978) i El món en un minut i mig (1999).
L'any 2010 va obtenir el Premi Bones Pràctiques de Comunicació no Sexista de l'Associació de Dones Periodistes de Catalunya per fer un periodisme rigorós i de qualitat, fent visibles les dones i les seves actuacions.